# Operación Agatha

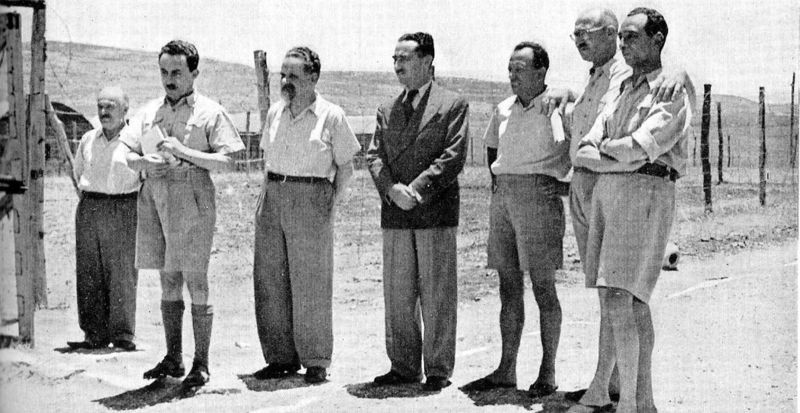
Líderes del Sionismo en Latrun, después de la operación. De derecha a izquierda: David Remez, Moshe Sharett, Yitzhak Gruenbaum, Dov Yosef, Mr. Shenkarsky, David Hacohen, Mr. Halperin.

La Operación Agatha (sábado, 29 de junio de 1946), también llamada Shabat Negro o Sábado Negro, ya que comenzó durante el shabat judío, fue un operativo militar llevado a cabo por las autoridades británicas durante dos semanas en el Mandato Británico en busca de judíos sospechosos de actividades terroristas y documentos incriminatorios. Los soldados realizaron detenciones en Jerusalén, Tel Aviv, Haifa y en varias docenas de asentamientos, así como también en la Agencia Judía que fue asaltada sorpresivamente. El número total de las fuerzas de seguridad británicas envueltas en dicha operación osciló entre 17.000 y 25.000. Cerca de 2700 personas fueron detenidas, entre ellos Moshe Sharett. El objetivo principal de los británicos en esta operación era disuadir a las organizaciones de liberación nacional Haganá, Palmaj, Leji e Irgún Tzvaí Leumí de dejar de llevar a cabo nuevos ataques contra las tropas británicas y sus funcionarios, así como de impedir la proclamación unilateral de un Estado Judío y el fortalecimiento de la moral entre la población del Yishuv.

## Antecedentes
En el marco de un momento de tenso conflicto en Palestina, el 16 de junio de 1946 el Palmaj destruyó varios puentes utilizados por las fuerzas militares británicas estacionadas en el Medio Oriente ("Noche de los puentes"), mientras que el 17 de junio el Lehi atacó la terminal ferroviaria en Haifa. Poco tiempo después, miembros del Irgún secuestraron a seis oficiales británicos. Uno de los agentes escapó y dos fueron puestos en libertad. El Irgún anunció que los efectivos restantes serían liberados sólo a cambio de la conmutación de las penas de muerte para dos miembros de esta agrupación que se encontraban encarcelados.
El historiador Thurston Clarke afirma que el gobierno británico deseaba reforzar la moral de su ejército y al mismo tiempo de prevenir un golpe de Estado en Palestina en el que los líderes de la comunidad judía proclamasen unilateralmente un Estado Judío. Otro objetivo era disuadir a la Haganá y particularmente a su brazo operativo, el Palmaj, de llevar a cabo nuevos ataques contra las tropas y agentes británicos.

## La operación
Los ataques británicos fueron amplios. Aviones de guerra realizaron vuelos rasantes en varios círculos de aglomeraciones urbanas en Jerusalén. Bloqueos de carreteras fueron impuestos, los trenes fueron detenidos y los pasajeros agresivamente evacuados para luego ser escoltados en su regreso. Se necesitaron licencias especiales para vehículos de emergencia y se impusieron toques de queda. 
Escondites de armas fueron descubiertos. En el Kibutz Yagur, las tropas encontraron más de 300 fusiles, unos 100 morteros de 2 pulgadas, más de 400.000 balas, unas 5000 granadas y 78 revólveres. Las armas fueron exhibidas en una conferencia de prensa y todos los hombres de Yagur fueron detenidos.
La Operación Agatha reavivó ecos del Holocausto en la mente de muchas personas. Lamentablemente no era cierto solo estaba destinado a arrestar terroristas. Las mujeres arrancaron su ropa para exponer los tatuajes que les realizaron en los campos de concentración. Hubo incidentes con personas que estaban confinados en campos de detención bajo estricta vigilancia, mientras gritaban que esto mismo fue lo que los nazis hicieron. Entre las tropas británicas hubo soldados gritando "Heil Hitler" y pintarrajeando cruces esvásticas en las paredes, además de hacer referencia a las cámaras de gas mientras realizaban las búsquedas.

## Secuelas y consecuencias
Después de terminada la Operación Agatha, los oficiales británicos fueron puestos en libertad y el Alto Comisionado Alan Cunningham conmutó a los miembros del Irgún las penas de muerte a cadena perpetua. 
La Haganá y el Palmaj fueron disuadidos momentáneamente de continuar acciones antibritánicas. Sin embargo, los grupos más extremos, principalmente el Leji y el Irgún, continuaron e incluso intensificaron sus ataques.
Como consecuencia del accionar británico, el Irgún tomo represalias por causa de la Operación Agatha, realizando un ataque al ala sur del Hotel Rey David, sede del gobierno británico en el Mandato.